# 夏立宛·格桑图布登伯尔勒嘉措

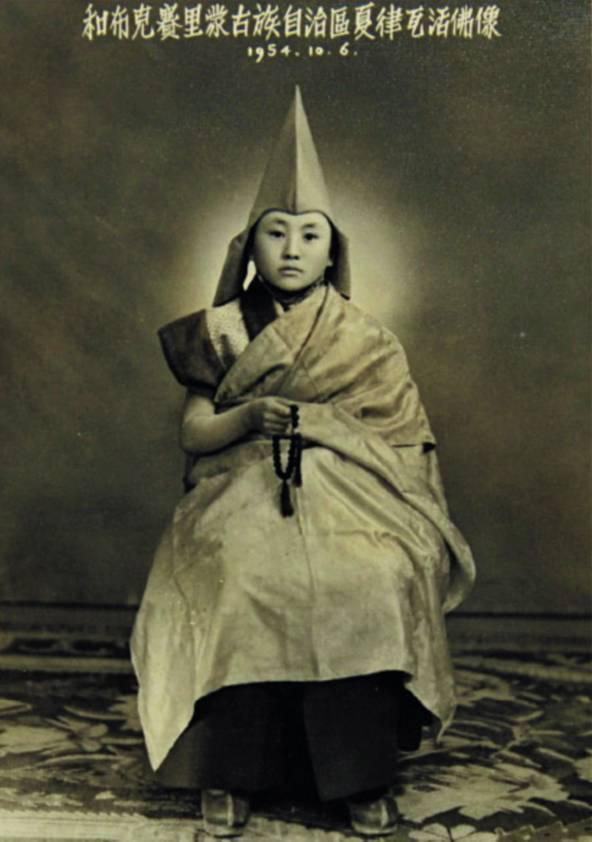
1954年10月6日的夏立宛·格桑图布登伯尔勒嘉措

夏立宛·格桑图布登伯尔勒嘉措（1942年—2014年10月17日），蒙古族，新疆维吾尔自治区和布克赛尔蒙古自治县人，第十四世夏立宛活佛。

## 生平
民国三十一年（1942年）生，是扎萨克和雄布热斯苏木牧民托德巴音布勒格之子。被认定为十三世夏立宛活佛的转世灵童后，1949年至1956年在本县王爷府寺庙内学经。直到1956年达赖才正式批准其为十四世夏立宛活佛，这才在敖包特库热坐床。1957年6月到1959年，赴青海省塔尔寺学经。1960年到1963年，在北京的中央民族学院学习。毕业后回新疆。
1983年12月23日，新疆维吾尔自治区佛教协会第一次代表会议宣布成立新疆维吾尔自治区佛教协会。发起人宫明·姜巴曲日木活佛任第一届会长兼秘书长，才仁加甫、夏立宛、甘杰·列克西提、王子纯等人任副会长。1988年6月，新疆维吾尔自治区佛教协会第二次代表会议举行，夏立宛活佛继任会长，麦德尔、甘杰·列克西提、王子纯任副会长。
从1988年6月起一直担任新疆维吾尔自治区佛教协会会长。1988年2月5日，夏立宛活佛率乌鲁木齐市儿童艺术团的木偶队赴乌鲁木齐市儿童福利院，慰问该院的80位孤儿，并向该院赠送了500元人民币捐款。1990年9月，会长夏立宛活佛代表新疆维吾尔自治区佛教协会赴陕西省参加“首届国际法门寺历史文化学术讨论会”。1997年，夏立宛活佛应台湾蒙古同乡会邀请访问台湾。夏立宛活佛还应俄罗斯联邦卡尔梅克共和国佛教联合会的邀请，先后三次访问该共和国，并且应对方请求，以个人名义向对方赠送了藏文《大藏经》及法器。他还先后参加过“西域佛教与文化学术讨论会”、“鸠摩罗什国际学术讨论会”等活动。

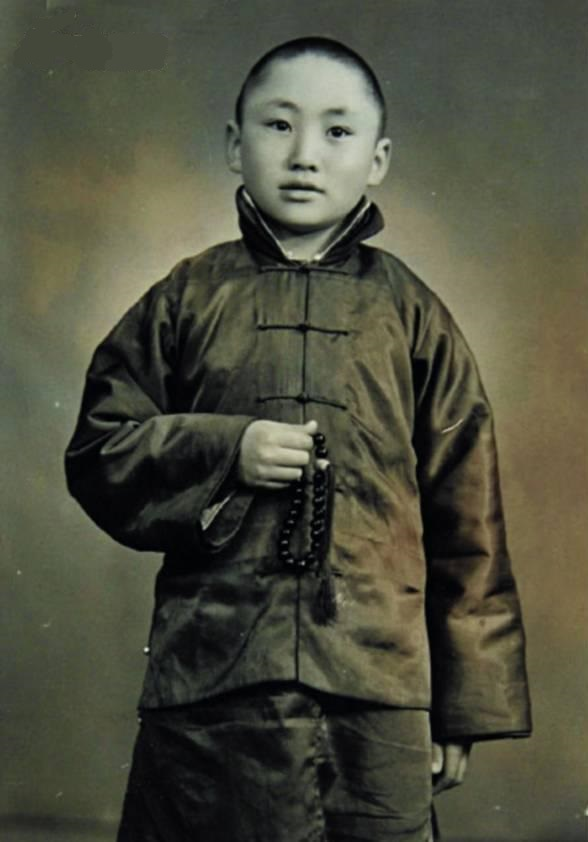
1954年的夏立宛·格桑图布登伯尔勒嘉措

夏立宛活佛后来为新疆维吾尔自治区政协常委，中国佛教协会理事、新疆维吾尔自治区佛教协会会长。后来，他担任中国佛教协会常务理事、新疆维吾尔自治区佛教协会会长。
夏立宛是第九届、十届、十一届、十二届全国政协委员。2013年3月，在北京举行的全國政協十二屆一次會議上，他提出了打擊非法宗教和培養佛教人才的提案。2014年3月，他在北京参加全國政協十二屆二次會議期间，接受中央人民广播电台专访时表示，此次政府工作报告中最突出的是对防腐倡廉的要求，目前他最期待解决的是改善生态环境，他还谈到需要通过教育解决民族地区发展的问题。
2014年4月30日上午，中共中央总书记、国家主席习近平在访问乌鲁木齐市洋行清真寺之后，又同新疆宗教代表人士进行座谈，在座谈会上，新疆伊斯兰教经学院院长阿不都热克甫大毛拉、白大寺伊玛目阿布都西克尔·热合木都拉、新疆维吾尔自治区佛教协会会长夏立宛、昌吉市陕西大寺阿訇寇金发等人先后发言。
夏立宛活佛精通蒙古语、藏语、汉语、维吾尔语、哈萨克语、俄罗斯语等多种语言。
2014年10月17日，夏立宛活佛在乌鲁木齐圆寂。